# Hyllus lugubrellus
Hyllus lugubrellus är en spindelart som beskrevs av Embrik Strand 1908. Hyllus lugubrellus ingår i släktet Hyllus och familjen hoppspindlar. Inga underarter finns listade i Catalogue of Life.